# Neurotomie
Als Neurotomie (lateinisch für ‚Nervenschnitt‘) bezeichnet man in der Medizin die vollständige oder teilweise Durchtrennung eines Nerven (Denervierung). Im Gegensatz zur Neurektomie wird die Durchtrennung der Nervenfasern ohne Substanzverlust durchgeführt.
Eine Neurotomie wurde erstmals 1748 von Schlichtling und Maréchal durchgeführt. In der Folgezeit fand sie vor allem bei Schmerzzuständen und Spastiken Anwendung. In der heutigen Zeit werden Neurotomien nur noch selten durchgeführt. Ausnahmen sind die Radiofrequenz-Neurotomie bei chronischen Schmerzen im Rücken und nach Brustamputationen sowie Nervenschnitte bei fokalen Spastiken. Die Umschneidung (radiale Neurotomie) des Sehnervs  bei der Zentralvenenthrombose ist ein in jüngerer Zeit entwickeltes Verfahren, welches zu einer besseren Durchblutung der Netzhaut führt.